# François Robineau
François Robineau (né le 21 avril 1962) est un photographe français, photographe officiel lors de la tournée nord-américaine 1986 de la Patrouille de France, la patrouille acrobatique officielle de l'Armée de l'air française.

## Biographie
Fils du général Lucien Robineau, pilote de chasse, puis directeur du service historique de l'armée de l'air, François Robineau effectue en 1981-1982 son service national au SIRPA‐Air à Paris et effectue pendant cette période des reportages pour l'état-major de l'armée de l'air, et pour le journal Air Actualités.
Il travaille ensuite principalement pour le Groupe Dassault. Il a notamment réalisé toutes les images du Mirage 2000 et du Rafale depuis le début de leur développement. C'est lui qui a pris la célèbre image du Rafale survolant les pyramides de Gizeh.
François Robineau a également été le photographe de la Patrouille de France pour des missions ponctuelles, de 1985 à 1990, dont la tournée aux États-Unis pour le bicentenaire de la statue de la Liberté.

## Publications
- Rafale, les ailes du futur, éditions Le Cherche midi, Collection Beaux Livres, 1995,  (ISBN 978-2-86274-355-4)
- Rafale, wings for the future, éditions le Cherche Midi, 1995,  (ISBN 978-2-86274-383-7)
- Auteur du film Riding The rafale à DubaÏ en 2005